# Martina Hellmann
Martina Helga Hellmann, geb. Opitz (* 12. Dezember 1960 in Leipzig) ist eine ehemalige deutsche Leichtathletin, die für die DDR startend 1988 Olympiasiegerin im Diskuswurf wurde. 1983 und 1987 wurde sie Weltmeisterin.

## Leben
Martina Opitz war schon mit 16 Jahren eine begabte Diskuswerferin. 1977 durfte sie zur Eröffnung des DDR-Turn- und Sportfestes und der Kinder- und Jugendspartakiade den Eid sprechen. Sie stellte im selben Sommer mit 55,00 m eine Weltbestleistung für 16-Jährige auf. 1979 wurde sie Dritte bei den DDR-Meisterschaften. Der Aufstieg wurde durch Krankheiten und Verletzungen unterbrochen, bis sie – für die Fachwelt überraschend – 1983 in Helsinki Weltmeisterin wurde. Auch beim Europacup 1983 in London wurde sie Erste.
Die Olympischen Spiele 1984 entgingen ihr durch den Boykott der DDR. 1985 wurde Hellmann beim Europacup in Moskau Zweite. Den Weltcup, der kurz danach in Canberra stattfand, konnte sie gewinnen. 1986 heiratete Martina Opitz in Leipzig Klaus Hellmann, den Sohn des Speerwurftrainers Karl Hellmann aus Jena.
1986 gewann Martina Hellmann bei den Europameisterschaften in Stuttgart die Bronzemedaille. In Rom wurde Hellmann 1987 zum zweiten Mal Weltmeisterin.

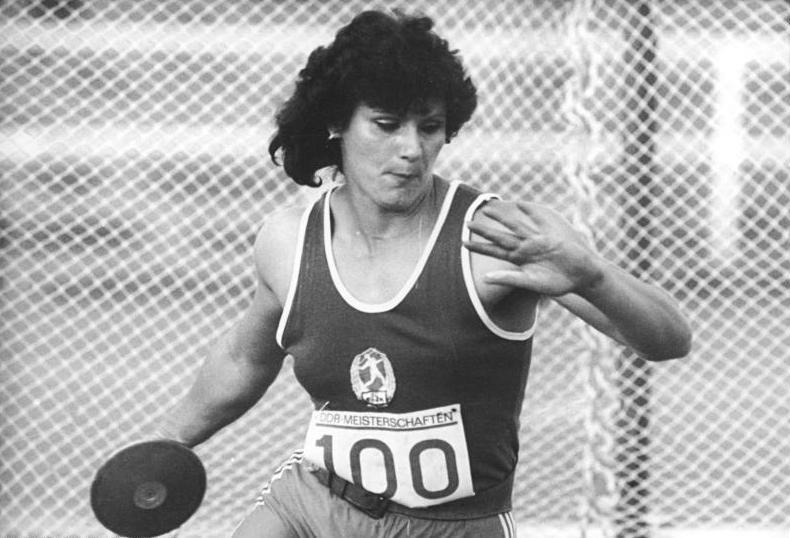
Martina Hellmann 1987

Am 6. September 1988 musste sie zu einem Ausscheidungswettkampf um den dritten Startplatz für die DDR bei den Olympischen Spielen 1988 gegen Ilke Wyludda antreten. Hellmann erreichte dabei im Berliner Dynamo-Stadion mit 78,14 m die größte jemals von einer Diskuswerferin gemessene Weite. Weil es kein offizieller Wettkampf war, konnte der Wurf aber nicht als Weltrekord angemeldet werden. Die Weiten der sechs Würfe im Einzelnen: 76,92 – 78,14 m – 70,52 – 76,56 – 75,66 – 74,04. In Seoul wurde Hellmann dann mit 72,30 m (olympischer Rekord) Olympiasiegerin, wofür sie mit dem Vaterländischen Verdienstorden in Gold ausgezeichnet wurde.
1989 wurde sie Mutter einer Tochter. Im Jahr darauf gewann Hellmann bei den Europameisterschaften in Split die Bronzemedaille. 1991 belegte sie in Tokio bei ihren dritten Weltmeisterschaften den vierten Platz. Nach den Olympischen Spielen 1992, wo sie in der Qualifikation ausschied, trat sie zurück.
Martina Hellmann startete für den SC DHfK Leipzig und trainierte bei Rolf Wittenbecher und Bernd Thomas. In ihrer aktiven Zeit war sie 1,78 m groß und wog 77 kg. Nach ihrer Sportkarriere leitete die diplomierte Sportwissenschaftlerin den Sportverein BSV AOK Leipzig der Krankenkasse AOK. Von 2000 bis 2003 war sie Geschäftsführerin des Kabaretts academixer in Leipzig.

## Erfolge im Einzelnen
- 1983, Weltmeisterschaften: Platz 1 (ungültig – 66,42 – 67,76 – 67,22 – 68,74 – 68,94 m)
- 1986, Europameisterschaften: Platz 3 (59,04 – ungültig – 67,68 – 66,80 – 67,56 – 68,26 m)
- 1987, Weltmeisterschaften: Platz 1 (71,08 – 68,90 – 69,66 – 71,62 m – ungültig – 67,86)
- 1988, Olympische Spiele: Platz 1 (71,84 – 64,80 – 68,70 – 72,30 m – 69,66 – 67,50)
- 1990, Europameisterschaften: Platz 3 (ungültig – 63,70 – 61,60 – 66,66 m – ungültig – 65,86)